# Stupa Linz

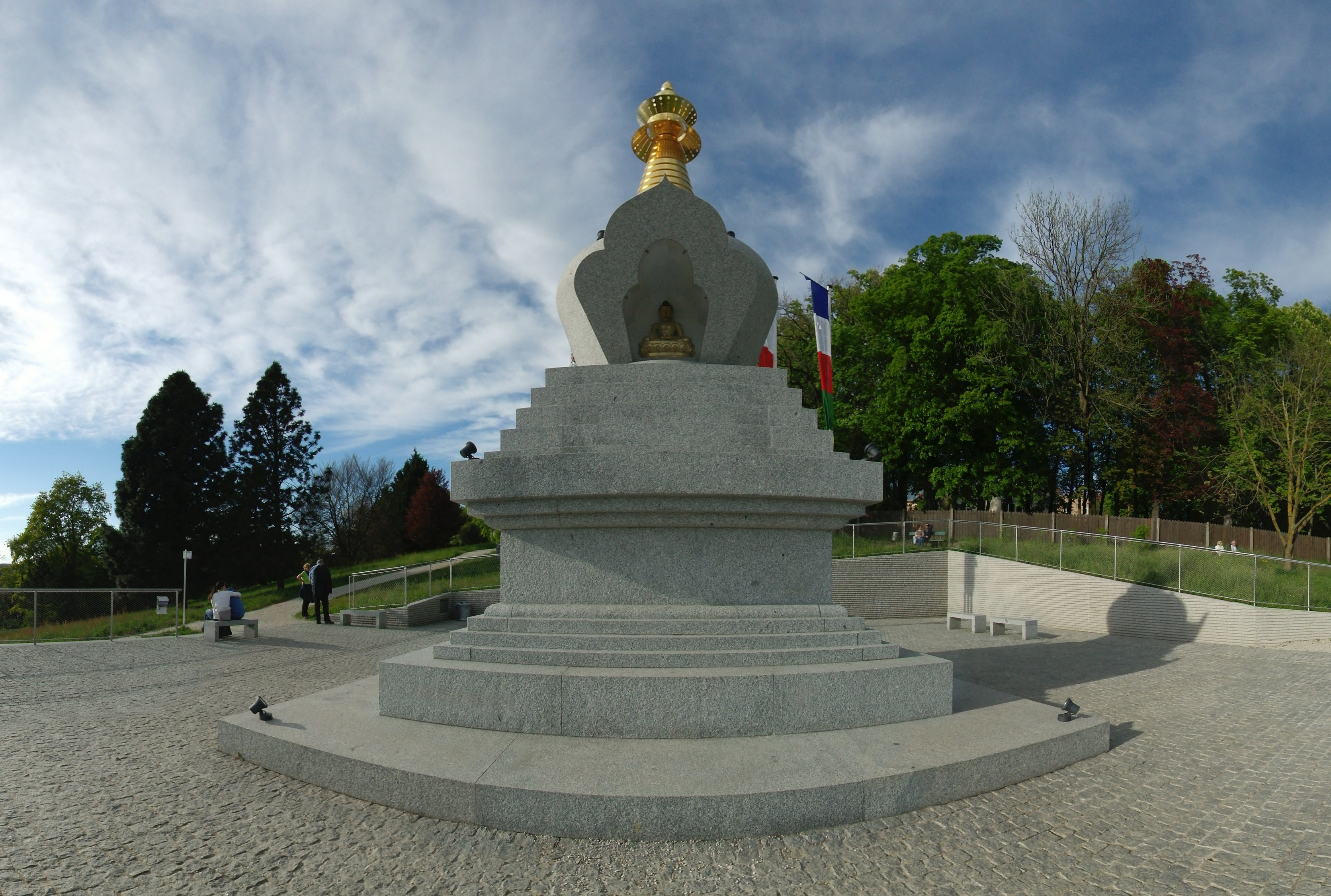
Stupa Linz

Die Stupa in der Stadt Linz steht am Freinberg.
Die Stupa mit einer Grundfläche von 5,60 × 5,60 m und einer Höhe von 6,80 m wurde im Sommer 2013 von der Linzer Gemeinschaft der Diamantweg-Buddhismus nach den Plänen des Architekten Wojtek Kossowsky in Darmstadt errichtet. Sie steht in einer Hanglage am Maximilianweg auf einem gepflasterten ebenen Platz mit Stützmauern und ist barrierefrei zugänglich. Eröffnet wurde die Stupa mit dem Lama Ole Nydahl, welcher die Einsetzung eines Lebensbaumes vornahm und vom tibetanischen Stupa-Meister Lama Chogdrup Dorje.